# Assassins (Musical)
Assassins ist ein Musical mit Musik und Texten von Stephen Sondheim und John Weidman (Buch), basierend auf einer Idee von Charles Gilbert jr. Es geht darin um neun Männer und Frauen, die versuchten, verschiedene amerikanische Präsidenten umzubringen – und dabei mehr oder weniger erfolgreich waren. Die Musik passt sich den jeweiligen dargestellten Epochen an. Das Musical wurde 1990 uraufgeführt und gewann 2004 fünf Tony Awards.

## Produktionsgeschichte
Als Diskussionsteilnehmer beim Musical Theater Lab des Produzenten Stuart Ostrow bekam Sondheim ein Skript zu lesen, das vom Theaterautor Charles Gilbert stammte, und er bat diesen um Erlaubnis, seine Ideen verwenden zu dürfen. Gilbert stimmte zwar zu und bot an, es umzuschreiben, doch Sondheim hatte hierfür bereits John Weidman im Kopf. Weidman hatte zuvor das Buch für Pacific Overtures geschrieben.

## Inhalt
Das Stück beginnt am Schießstand auf einem Rummelplatz. Wie am Fließband erscheint dort ein Attentäter nach dem anderen auf der Bühne, und der Standbesitzer verteilt Waffen an sie. Nach und nach werden von den Männern und Frauen Attentate auf Präsidenten versucht, die mal gelingen und mal nicht. Am Ende des Stückes richten sie die Waffen auf das Publikum und eröffnen das Feuer.

## Rollen

### Fiktionale Figuren
- Der Inhaber des Schießstands: Schießbudenbesitzer, der zu Beginn der Show die Figuren mit Waffen ausrüstet
- Der Liedermacher: Erzähler der Geschichte

### Historische Figuren
- John Wilkes Booth: Attentäter von Präsident Abraham Lincoln
- David Herold: Komplize von John Wilkes Booth bei der Ermordung von Präsident Abraham Lincoln
- Charles J. Guiteau: Attentäter von Präsident James Garfield
- Präsident James Garfield: 20. Präsident der Vereinigten Staaten
- James Blaine: ein Secretary of State
- Leon Czolgosz: Attentäter von Präsident William McKinley
- Emma Goldman: eine bekannte Anarchistin
- Giuseppe Zangara: Attentäter des designierten Präsidenten Franklin D. Roosevelt
- Lee Harvey Oswald: mutmaßlicher Mörder von Präsident John F. Kennedy
- Samuel Byck: Attentäter von Präsident Richard Nixon
- John Hinckley, Jr.: Attentäter von Präsident Ronald Reagan
- Lynette "Squeaky" Fromme: Attentäterin von Präsident Gerald Ford
- Sara Jane Moore: Attentäterin von Präsident Gerald Ford
- Präsident Gerald Ford: 38. Präsident der Vereinigten Staaten
- Billy: Sara Jane Moores Sohn

## Uraufführung
Das Stück wurde am 18. Dezember 1990 im Playwrights Horizons uraufgeführt und war dort 73 Vorstellungen lang bis zum 16. Februar 1991 zu sehen, wobei es von Anfang an ausverkauft war. Die Regie übernahm Jerry Zaks.

## Weitere Inszenierungen
Am 29. Oktober 1992 wurde Assassins im Donmar Warehouse in London unter der Leitung von Sam Mendes aufgeführt. Die Show lief 76 Vorstellungen lang bis zum 9. Januar 1993.
In einer Koproduktion mit der Universität der Künste Berlin und dem Kleist Forum Frankfurt (Oder) wurde Assassins am 13. Juni 2002 an der Neuköllner Oper in Berlin aufgeführt (Regie: Peter Lund).
Von 22. April 2004 an wurde das Stück 101 Aufführungen lang im Studio 54 gezeigt (Regie: Joe Mantello). Diese Produktion wurde 2004 mit dem Tony Award geehrt.
Die südafrikanische Premiere war im Dezember 2008 am NewSpace Theatre in Cape Town.
Eine Produktion 2010 des BirdLand Theatre und des Talk is Free Theatre in Toronto gewann den Dora Mavor Moore Award als herausragende Musical-Produktion.
Vom 21. November 2014 bis zum 7. März 2015 wurde das Stück an der Menier Chocolate Factory in London wiederaufgeführt (Regie: Jamie Lloyd).
Vom 7. April bis zum 16. Juni 2018 wurde das Stück am Schauspielhaus Linz aufgeführt (Regie: Evgeny Titov).

## Bemerkenswerte Besetzungen
| Rolle                        | Originalpremiere Playwrights Horizons | Premiere in London Donmar Warehouse | Broadway-Premiere Studio 54 | Wiederaufnahme in London Menier Chocolate Factory |
| ---------------------------- | ------------------------------------- | ----------------------------------- | --------------------------- | ------------------------------------------------- |
| Der Inhaber des Schießstands | William Parry                         | Paul Bentley                        | Marc Kudisch                | Simon Lipkin                                      |
| Der Liedermacher             | Patrick William Cassidy               | Anthony Barclay                     | Neil Patrick Harris         | Jamie Parker                                      |
| John Wilkes Booth            | Victor Garber                         | David Firth                         | Michael Cerveris            | Aaron Tveit                                       |
| Charles Guiteau              | Jonathan Hadary                       | Henry Goodman                       | Denis O’Hare                | Andy Nyman                                        |
| Leon Czolgosz                | Terrence Mann                         | Jack Ellis                          | James Stacy Barbour         | David Roberts                                     |
| Giuseppe Zangara             | Eddie Korbich                         | Paul Harrhy                         | Jeffrey Kuhn                | Stewart Clarke                                    |
| Lynette "Squeaky" Fromme     | Annie Golden                          | Catheryn Bradshaw                   | Mary Catherine Garrison     | Carly Bawden                                      |
| Sara Jane Moore              | Debra Monk                            | Louise Gold                         | Becky Ann Baker             | Catherine Tate                                    |
| John Hinckley, Jr.           | Greg Germann                          | Michael Cantwell                    | Alexander Gemignani         | Harry Morrison                                    |
| Samuel Byck                  | Lee Wilkof                            | Ciarán Hinds                        | Mario Cantone               | Mike McShane                                      |
| Lee Harvey Oswald            | Jace Alexander                        | Gareth Snook                        | Neil Patrick Harris         | Jamie Parker                                      |
| David Herold                 | Marcus Olson                          | Kevin Walton                        | Brandon Wardell             |                                                   |
| Emma Goldman                 | Lyn Greene                            | Sue Kelvin                          | Anne L. Nathan              | Melle Stewart                                     |
| Eine Hausfrau                | (N.N.)                                | Michelle Fein                       | Kendra Kassebaum            |                                                   |

## Liste der Lieder(Auswahl)
- "Everybody's Got The Right"
- "The Ballad of Booth"
- „How I Saved Roosevelt“
- "The Gun Song"
- "The Ballad of Czolgosz"
- "Unworthy of Your Love"
- "The Ballad of Guiteau"
- "Another National Anthem"
- "November 22, 1963"
- "Something Just Broke"
- "Everybody's Got The Right"